# 殭屍合唱團
殭屍合唱團（英語：The Zombies）是於1961年成立於聖奧爾本斯的英國搖滾樂團，並由鍵盤手羅德·阿爾根特和主唱科林·布朗斯頓領導，其他著名成員包括吉他手保羅·阿特金森、主作曲人之一的貝斯手克里斯·懷特和鼓手休·格蘭迪。
樂團於1964年以〈She's Not There〉在英美兩地取得重大成功。在美國的另外兩張單曲，1965年的〈Tell Her No〉和1968年的〈Time of the Season〉也獲得了成功。儘管當年的銷量慘淡，他們的1968年專輯《Odessey and Oracle》被認為是1960年代迷幻音樂熱潮中的傑作，並在《滾石雜誌》的「史上最偉大的500張專輯」中排名第100位。2019年，殭屍合唱團入選搖滾名人堂。

## 成員
現任成員
- 羅德·阿爾根特（Rod Argent） – 鍵盤、主唱及背景和聲 (1961–1967、1997、2004–現在)
- 科林·布朗斯頓（Colin Blunstone） – 主唱及背景和聲 (1961–1967、1990–1991、1997、2004–現在)
- 史提夫·羅德福（Steve Rodford） – 爵士鼓、打擊樂器 (2004–現在)
- 湯姆·圖米（Tom Toomey） – 吉他、背景和聲 (2010–現在)
- 索倫·科赫（Søren Koch） – 貝斯、背景和聲 (2018–現在)

前成員
- 保羅·阿特金森（英语：Paul Atkinson (guitarist)）（Paul Atkinson） – 吉他 (1958–1967、1990–1991、1997；2004年去世)
- 休·格蘭迪（Hugh Grundy） – 爵士鼓、打擊樂器 (1958–1967、1990–1991、1997；在2007年、2015年、2017年至2018年為巡演客座樂手；2019年一次性回歸)
- 保羅·阿諾德（Paul Arnold） – 貝斯 (1961–1962)
- 克里斯·懷特（英语：Chris White (musician)）（Chris White） – 貝斯、主唱及背景和聲 (1962–1967、1990–1991、1997；在2007年、2015年、2017年至2018年為巡演客座樂手；2019年一次性回歸)
- 塞巴斯蒂安·聖瑪莉亞（Sebastian Santa Maria） – 鍵盤、吉他 (1990–1991；1996年去世)
- 吉姆·羅德福（Jim Rodford） – 貝斯、背景和聲 (2004–2018；2018年去世)
- 基思·艾瑞（Keith Airey） – 吉他、背景和聲 (2004–2010)
- 達里安·沙哈那賈（Darian Sahanaja） – 鍵盤、背景和聲 (2007、2015、2017–2018)

## 作品列表

### 錄音室專輯
- 《The Zombies（英语：The Zombies (album)）》（美國發行，1965年1月）/《Begin Here（英语：Begin Here）》（英國發行，1965年4月9日）
- 《Odessey and Oracle（英语：Odessey and Oracle）》（1968年4月19日）
- 《New World（英语：New World (The Zombies album)）》（1991年4月）
- 《As Far as I Can See...（英语：As Far as I Can See...）》（2004年5月5日）
- 《Breathe Out, Breathe In（英语：Breathe Out, Breathe In）》（2011年5月9日）
- 《Still Got That Hunger（英语：Still Got That Hunger）》（2015年10月9日）

### 迷你專輯
- 《The Zombies（英语：The Zombies (EP)）》（1964年）

### 現場專輯
- 《Live at the BBC》（2003年）
- 《Live at the Bloomsbury Theatre, London》（2005年）
- 《Odessey and Oracle: 40th Anniversary Live Concert》（2008年）
- 《Live In Concert At Metropolis Studios》（2012年）
- 《Live in the UK》（2013年）

### 精選集/合輯專輯
- 《I Love You》（1965年） (由迪卡唱片在荷蘭與日本發行)
- 《Early Days》（1969年） (樂團早期單曲的合輯，共12首，其中僅2首出現在錄音室專輯中)
- 《The World of the Zombies》（1970年）
- 《The Beginning》（1973年）
- 《Time of the Zombies（英语：Time of the Zombies）》（1973年） (內含熱門單曲、《Odessey and Oracle》以及他們未發行的錄音室專輯曲目)
- 《Rock Roots》（1976年）
- 《She's Not There》（1981年）
- 《The Best and the Rest of the Zombies》（1984年）
- 《The Zombies》（1984年） (由See for Miles唱片（英语：See for Miles Records）發行)
- 《The Zombies:The Collection》（1988年） (由城堡通信（英语：Castle Communications）發行)
- 《Meet the Zombies》（1988年）
- 《Zombie Heaven（英语：Zombie Heaven）》（1997年） (4張CD的合輯與稀有的現場表演錄音)
- 《Absolutely the Best》（1999年）
- 《Decca Stereo Anthology》（2002年）
- 《The Singles: A's and B's》（2005年）
- 《The Ultimate Zombies》（2007年）
- 《Into the Afterlife》（2007年） (後《Odessey and Oracle》時代的作品合輯)
- 《Zombies & Beyond》（2008年）
- 《R.I.P.》（2014年）[8]
- 《Time Of The Season》（2017年）[9]

### 其他
- 電影《失蹤的邦妮（英语：Bunny Lake Is Missing）》的原創電影原聲帶（1965年）

## 其他來源
- Guinness Rockopedia - ISBN 0-85112-072-5
- The Great Rock Discography - 5th Edition - ISBN 1-84195-017-3

## 外部連結
- 殭屍合唱團的官方網站 （页面存档备份，存于）
- 在AMG網站上的殭屍合唱團生平資料